# Епархия Сувона
 Епархия Сувона (лат. Dioecesis Suvonensis) — епархия Римско-Католической церкви с центром в городе Сувон, Южная Корея. Епархия Сувона входит в митрополию Сеула.

## История
7 октября 1963 года Римский папа Павел VI выпустил буллу Summi Pastoris, которой учредил епархию Сувона, выделив её из архиепархии Сеула.

## Ординарии епархии
- епископ Викторино Юн Гон Хи (7.10.1963 — 25.10.1973) — назначен архиепископом Кванджу;
- епископ Анджело Ким Нам Су (5.10.1974 — 4.06.1997);
- епископ Паоло Чхве Док Ки (4.06.1997 — 30.03.2009);
- епископ Матиа Ли Ён Хун (30.03.2009 — по настоящее время).